# Preventieadviseur
Een preventieadviseur is een wettelijk verplichte functie in een Belgische onderneming. De personen die deze functie bekleden staan de werkgever bij met de toepassing van de wettelijke en reglementaire bepalingen inzake het welzijn van de werknemers bij de uitvoering van hun werk. Het Nederlandse equivalent is preventiemedewerker. 

## Wettelijk kader
De Welzijnswet, die in 1996 invoege trad, voorziet de oprichting van de functie van preventieadviseur voor de Interne Dienst voor Preventie en Bescherming op het Werk maar ook voor de Externe Dienst voor Preventie en Bescherming op het Werk. In de ondernemingen van minder dan 20 werknemers mag de werkgever de functie van preventieadviseur uitoefenen. De arbeidsarts krijgt de titel van preventieadviseur-arbeidsarts.

## Verplichte vorming
Preventieadviseurs zijn verplicht om een aanvullende vorming te volgen indien zij belast worden met de leiding van een Interne of Externe Dienst voor Preventie en Bescherming op het Werk. Afhankelijk van het aantal werknemers en de risicograad van de onderneming dienen zij een aanvullende vorming niveau I (basismodule van 120 uur en een specialisatiemodule van 280 uur) ofwel een aanvullende vorming niveau II (basismodule van 120 uur en een specialisatiemodule van 90 uur) te volgen. Zij zijn tevens verplicht om jaarlijks bijscholing te volgen  om op de hoogte te blijven van de wijzigingen van wetten en reglementen in verband met het welzijn. 
Andere preventieadviseurs dienen elementaire ervaring en kennis te kunnen bewijzen.

## Taken van de preventieadviseur
De preventieadviseur heeft de volgende wettelijk bepaalde taken in verband met:
- risicoanalyse: het opsporen van gevaren, het evalueren van risicoanalyses, het onderzoek van arbeidsongevallen, het opsporen van oorzaken van beroepsziekten en psychosociale belasting.
- advies: in verband met organisatie arbeidsplaats, werkpost, omgevingsfactoren, gebruik van agentia, arbeidsmiddelen, arbeidsuitrusting, hygiëne, vorming en  onthaal van werknemers.
- administratie: het opstellen van maandverslagen, jaarverslagen, het globaal preventieplan, indienststellingsverslagen, het verzorgen van het secretariaat van het Comité voor Preventie en Bescherming op het Werk
- specifieke taken: opstellen van interne noodprocedures (opstellen intern noodplan is de taak van de werkgever), het organiseren van EHBO, het coördineren van werken bij derden
- medisch toezicht voor de preventieadviseur-arbeidsarts